# Efeito Ferguson
O efeito Ferguson é um termo utilizado para se referir ao aumento nas taxas de crimes violentos supostamente causado pela redução do policiamento ostensivo devido a desconfiança e hostilidade da comunidade para com a polícia. O efeito Ferguson foi proposto pela primeira vez em 2014, depois do aumento da violência após o homicídio de Michael Brown pela polícia em Ferguson, Missouri. O termo foi cunhado por Doyle Samuel Dotson III, chefe de polícia em Saint Louis, para explicar o aumento de homicídios em algumas cidades dos EUA sucedendo os tumultos em Ferguson. Se o efeito realmente existe é objeto de discussão entre estudos que relatam descobertas contraditórias sobre se há mudanças nas taxas de criminalidade, chamadas à polícia, homicídios e policiamento ostensivo. Além disso, o efeito e a influência do retrato da violência policial na mídia também são contestados.
O termo se tornou popular depois que Heather Mac Donald o usou em um artigo de opinião no Wall Street Journal em 2015. O artigo afirmou que o aumento nas taxas de criminalidade em algumas cidades dos EUA foi devido à "agitação" contra as forças policiais. Ela também argumentou: "A menos que a demonização da aplicação da lei acabe, os ganhos libertadores na segurança urbana serão perdidos", citando vários policiais que disseram que o moral da polícia estava no nível mais baixo de todos os tempos. Em 2015, Rahm Emanuel, o prefeito de Chicago, sugeriu que a reação nacional contra a brutalidade policial levou ao desligamento dos policiais, o que, por sua vez, levou ao aumento da criminalidade violenta.